# 賈拉拉巴德 (阿富汗)
贾拉拉巴德（羅馬化：Jalâlâbâd），字面意思为“光辉城”，阿富汗东部一城市，靠近巴基斯坦边境，位于喀布尔河与库纳尔河汇合处，为楠格哈尔省省会，人口约96000人（2002年统计）。
该城古代为佛教中心，法显、玄奘等均曾经过。现址为莫卧儿帝国阿克巴大帝所建，为阿富汗同巴基斯坦间的交通重镇。阿富汗内战中，该城成为塔利班和北方联盟争夺的中心之一，据信奧薩瑪·本·拉登也在该城驻扎过，致使其遭到严重毁坏。

## 友好城市
- 美國加利福尼亞州聖地牙哥